# Morgan White
Morgan White (West Bend, 27 giugno 1983) è un'ex ginnasta statunitense.
Campionessa ai Giochi Panamericani nel 1999 e membro della squadra olimpica del 2000, prima che un infortunio la costrinse a ritirarsi dalla competizione.

## Carriera juniores
Il debutto internazionale di Morgan è stato ai Giochi Panamericani del 1997. In questa competizione vinse l'argento con la squadra e alle parallele asimmetriche. In seguito vinse il titolo alle parallele asimmetriche all'International Artistic Challenge, e ripeté la stessa cosa all'American Classic l'anno seguente. Ai giochi Panamericani juniores di quell'anno, Morgan vinse l'oro con la squadra americana e alle parallele asimmetriche, argento nel concorso generale individuale e alla trave. Ai Campionati Nazionali juniores vinse l'oro nel concorso generale individuale, alle parallele asimmetriche e al corpo libero e si piazzò seconda alla trave. 

## Carriera senior
Morgan passò alla categoria senior nel 1999. Il suo debutto da senior è stato l'American Classic dove vinse l'argento al corpo libero. In seguito partecipò all'American Cup, piazzandosi settima nel concorso generale individuale e ad una gara con la Cina vincendo l'oro con la squadra americana. Ai Giochi Panamericani di quell'anno vinse il concorso generale individuale, l'argento con la squadra e il bronzo alle parallele asimmetriche. 
Ai Nazionali si piazzò settima nell'all around, sesta alla trave e terza alle parallele asimmetriche. Fu selezionata per partecipare ai Campionati Mondiali di Tianjin 1999 portando a casa un deludente sesto posto con la squadra americana. Morgan non si qualificò per nessuna finale. 
Nel 2000 si piazzò quarta nel concorso generale individuale alla RCA Gymnastic Challenge e seconda nell'all around all'American Cup. Morgan partecipò anche ai Pacific Alliance Championship dove vinse l'oro con la squadra, il bronzo nell'all around, l'argento al corpo libero e quinta alle parallele asimmetriche.
Morgan si piazzò seconda nell'all around agli US Classic, poco prima dei Nazionali dove si piazzò settima nell'all around,quinta alle parallele asimmetriche, quarta alla trave e quinta al corpo libero. Il suo settimo posto la portò alla qualificazione agli Olympic Trials l'ultima tappa per la selezione della squadra olimpica. Qui si classificò quarta e fu convocata insieme a Elise Ray, Amy Chow, Dominique Dawes, Kirsten Maloney e Jamie Danzscher per partecipare alle Olimpiadi di Sydney 2000. Tuttavia qualche giorno dopo che la squadra americana arrivò a Sydney Morgan si infortunò e fu sostituita da Tasha Schwikert.

## 2001-2002
Morgan continuò ad allenarsi in vista delle Olimpiadi di Atene 2004. Tuttavia nel 2001 cominciò ad avere problemi alla spalla. Nonostante questo partecipò ai Nazionali del 2001 nella speranza di poter essere selezionata nella squadra che gareggerà ai Campionati mondiali di Gand 2001 ma in entrambe le giornate di gara i suoi risultati furono deludenti, quindi non fu convocata per i mondiali. Si ritirò nel 2002 ponendo fine alle sue chance di poter essere selezionata per partecipare alle Olimpiadi di Atene nel 2004. 